# Dicranoloma cylindrothecium
Dicranoloma cylindrothecium är en bladmossart som beskrevs av Kyuichi Sakurai 1952. Dicranoloma cylindrothecium ingår i släktet Dicranoloma och familjen Dicranaceae. Inga underarter finns listade i Catalogue of Life.